# May (Pokémon)
May (Haruka) fiktivan je lik iz Pokémon franšize – videoigara, animiranih serija, manga stripova, knjiga, igračaka i ostalih medija kojima je tvorac Satoshi Tajiri.
Kćer je Vođe Dvorane grada Petalburga, Normana, i Maxova sestra. Pojavljuje se u manga stripovima Ash & Pikachu. Često ju se zamjenjuje s May Oak (ili Daisy Oak), Garyjevom sestrom u Pokémon manga stripovima The Electrical Adventures of Pikachu (Pikachuove Električne pustolovine), iako su to zapravo dva različita lika. U Japanu glas joj posuđuje Midori Kawana, a u Americi Veronica Taylor. Ipak, u filmu The Mastermind of Mirage Pokémon, glas joj posuđuje Michele Knotz.

## U animiranoj seriji
May je putovala iz njezina rodnog grada Petalburga u grad Littleroot da bi posjetila Prof. Bircha, glavnog autoriteta za Pokémone u Hoenn regiji. Kao dobar prijatelj njezina oca, složio se da joj pokloni jednog od tri Pokémona: Treeckoa, Torchica ili Mudkipa, da bi mogla postati Pokémon trener. Ipak, kada stigne, shvati da je Profesor Birch otišao za bolesnim Pikachuom, koji pripada Ashu Ketchumu, glavnoj zvijezdi Pokémon animirane serije.
Ona tako krene u potragu za profesorom, da bi ga na kraju našla zaglavljenog na drvetu jer ga napadne čopor ljutitih Poochyena, što podsjeća na početak Pokémon Ruby i Sapphire videoigara. Njegova je jedina nada za spas da May pusti jednog od Pokémona iz njegove torbe da bi otjerala Poochyene. Ipak, May je još neiskusna što se tiče Pokémona te, nakon što pošalje Mudkipa na Poochyene, Mudkip je zalije vodom u lice. Profesor Birch upotrijebi Mudkipa da bi otjerao Poochyene. Ovo početno iskustvo nimalo nije ugodno May.
Nakon što pronađu Asha, napadnu ih Tim Raketa. U pokušaju da se riješi kriminalaca, Ashov Pikachu slučajno sprži Mayin bicikl, što podsjeća na prvu epizodu Pokémona kada Pikachu sprži Mistyjin bicikl, dajući Misty razlog da prati Asha u narednim epizodama. Publiku se navodi da će May odlučiti pratiti Asha zbog istog razloga. Ipak, sljedećeg jutra, nakon što izabere Torchica kao svog početnog Pokémona, May pogleda u svoj sprženi bicikl te samo odmahne rukom i kaže "Ma koga briga!". Odlučuje da će krenuti s Ashom, da bi imala nekog tko će joj pokazati osnove i prijatelja tijekom njenih putovanja.
May su Pokémoni u početku mrski, no nakon nekoliko narednih epizoda, ona ih zavoli i otkrije se kao veoma ljubazna i dobroćudna osoba s mekim srcem.
Kada društvo dođe do grada Rustbora, May odluči da će se, umjesto skupljanja bedževa, posvetiti u potpunosti Pokémon Izložbama. Od tada, osvojila je više vrpca u većini Izložba u kojima je sudjelovala. Mayin je najveći protivnik Pokémon koordinator Drew, koji se pojavljuje u svim Izložbama u kojima May sudjeluje, te se ovo suparništvo često uspoređuje s onim koje dijele Ash i Gary Oak. U epizodama Battle Frontier sage, Drew je upitao May ako bi se htjela pridružiti njemu i ostalim Pokémon koordinatorima u putovanju u Johto regiju, te se ona odlučila da će okrenuti novi list i krenuti zajedno s njima.

## Mayini Pokémoni

### Pokémoni "pri ruci"
Pokémonima "pri ruci" nazivaju se oni Pokémoni koji trenutno putuju sa svojim trenerom i koje on koristi u svojim borbama, te su dio njegova stalnog tima.
- Torchic –> Combusken –> Blaziken

May izabere Torchica kao svog početnog Pokémona, koji kasnije evoluira u Combuskena. Dok je još bio Torchic, May je smatrala da je jako sladak pa ga je rijetko koristila u borbama. Evoluirao je u Combuskena dok je pokušavao zaštiti Ashova Corphisha od gomile ljutitih Brelooma. Veoma je razigran, iako zna pokazati da je veoma snažan kada želi. May ga u početku nije koristila u Pokémon Izložbama, ali ga je upotrijebila u Izložbi grada Lilycovea, u kojoj je i pobijedila. Koristila ga je i u svojoj prvoj Izložbi tijekom kruga privlačenja u Kanto regiji koja je održana u gradu Saffronu. Isto tako, koristila ga je u svojoj drugoj Izložbi u gradu Silver. Nakon njezina prvog poraza u Kanto regiji, May je upotrijebila Combuskena u borbenom krugu protiv Brianne i njene Vibrave. Nakon mnogo teškog treniranja, May i Combusken napokon su pobijedili Drewa u Kanto Grand Festivalu. U epizodi Ash VS May! The Last Battle!, dok su se Ash i ostali borili protiv Tima Raketa tijekom pauze Pokémon Izložbe, Combusken je evoluirao u Blazikena i u isto je vrijeme naučio Vatreni udarac nogom (Blaze Kick). May ga je kasnije upotrijebila u borbi protiv Asha i njegovog Sceptilea.
- Munchlax

May je uhvatila Munchlaxa kada ga je grupa djece okrivila da krade njihove Bobice, plan koji su smislili Tim Raketa da bi smjestili Munchlaxu. Svi osim May povjerovali su da je Munchlax kriv, pa je May odlučila uhvatiti ga da bi ga naučila da ne bude proždrljiv i da bi ga zaštitila. May je odlučila zadržati Munchlaxa i kada je ostavila Beautifly, Skitty i Bulbasaura. Munchlax je postao dobar prijatelj s Ashovim Snorlaxom. Jedini je Pokémon koji voli Mayine PokéKockice, Mayino Ljubičasto Iznenađenje. Njen drugi specijalitet, Mayino Ružičasto Iznenađenje (recept koji je dobila od Profesora Oaka), čini ga nadutim i sitim. Mayin je Munchlax često viđen kako ga ostali likovi obuzdavaju od hrane (najčešće Max), jer ona sama nije toliko uspješna u sprečavanju njegove proždrljivosti. May ga je već koristila u dvije borbe, prvi put i Pokémon Izložbi (u borbenom krugu) protiv Harleyeva Octilleryja gdje je izgubila te drugi put u krugu privlačenja u istoj Izložbi gdje je pobijedila. Kao i Skitty, Munchlax će sam izaći iz svoje Poké-lopte da bi nešto pojeo. Isto tako, Munchlax je prvi Pokémon četvrte generacije kojeg je uhvatio neki protagonist serije.
- Squirtle –> Wartortle

Squirtle je bio Mayin drugi Kanto početni Pokémon nakon Bulbasaura. Squirtlea joj je poklonio Profesor Oak nakon njezina posjeta laboratoriju, prije nego što je krenula na putovanje kroz Kanto. Squirtle s May dijeli ljubav prema Pokémon Izložbama. Prvi put ga je koristila u borbenom krugu njene prve Izložbe u Kanto regiji koja se održavala u gradu Saffronu, te ga je koristila u krugu privlačenja u njenoj drugoj Izložbi u gradu Jiruba, u kojem je i pobijedila. Nakon toga, Squirtlea je koristila u krugu privlačenja u Izložbi grada Modama, u kojem je izgubila, i u Izložbi grada Aberia. May je Squirtlea koristila i na Grand Festivalu, gdje je pobijedio Drewovog Flygona, ali ga je pobijedio njegov Absol. Squirtle se razvio u Wartortlea tokom Mayinih putovanja u Johtu.
- Eevee –> Glaceon

May je dobila Poké-jaje od bračnog para koji vode Centar za uzgajanje Pokémona u Kanto regiji, koje se izleglo u Eeveeja nekoliko epizoda kasnije. Mladi je Pokémon nakon svog rođenja gledao prvih nekoliko Izložbi u kojima je May sudjelovala, te ga je May na taj način pripremala na njegov nadolazeći nastup u daljnjim Izložbama. Eevee se prvi put natjecao u Pokémon Izložbi u isto vrijeme kada i Brock, u gradu Aberiji. Nakon duljeg meča protiv Brockova Marshtompa, Eevee je izašao kao pobjednik. Eevee obožava trčati uokolo i nakon što je naučio Kopanje (Dig) još ga je teže pronaći nakon što se negdje izgubi. U epizodi DP075, May se javi Ashu, i obavijesti ga kako se njezin Eevee razvio u Glaceona, ledenu evoluciju Eeveeja. U finalu Wallace Kupa, May je koristila Glaceona protiv Dawn, ali izgubila.
- Wurmple –> Silcoon –> Beautifly

Wurmple je bio prvi Pokémon kojeg je May uhvatila. Naišla je na njega u Petalburg Šumi. Kasnije je evoluirao u Silcoona, a zatim u Beautifly. Nakon njenog putovanja kroz Hoenn regiju, May je ostavila Beautifly u stakleniku njenog oca u gradu Petalburgu. May je koristila Beautifly u njenoj prvoj Pokémon Izložbi, u gradu Slateportu. Iako je u ovoj Izložbi izgubila, koristila je Beautifly opet u sljedećoj Izložbi u gradu Fallarboru, gdje je osvojila svoju prvu vrpcu. Kasnije ju je opet koristila u krugu privlačenja u gradu Rubello. May je privremeno vratila Beautifly u svoj tim u epizodi "The Unbeatable Lightness Of Seeing!", gdje ju je, sa svojim Combuskenom, koristila protiv Drewa i njegove Roselie i Butterfreeja. U epizodi DP075, May je svog Beautiflyja pozvala natrag kao Pokemona pri ruci.
- Bulbasaur –> Ivysaur -> Venusaur

U jednoj od Hoenn epizoda, May se sprijateljila s Bulbasaurom u šumi zabačenoj od vanjskog svijeta. Bulbasaur je odlučio da će putovati s May kako bi istražio svijet izvan šume. Veoma je znatiželjan i pokušat će se igrati sa svime što izgleda zanimljivo. Zbog toga je u početku često upadao u nevolje, ali nakon malo poučavanja Ashova Bulbasaura, počeo je sazrijevati. Može ga se razlikovati od ostalih Bulbasaura po srcolikom uzorku na čelu što sugerira na to da je ženka. May je koristila Bulbasaura u borbenom krugu u gradu Ruiboso, ali je izgubila. Kasnije ga je koristila u Izložbi Otoka Izabe, u kojem je i pobijedila. Nakon njenog putovanja kroz Hoenn regiju, May je ostavila Bulbasaura u laboratoriju Profesora Oaka. Tijekom putovanja kroz Johto, May je ponovo pozvala Bulbasaura u tim, i nakratko je viđen u Wallace Kupu, kao Venusaur, sto znači da je Mayin Bulbasaur dostigao posljednji stupanj evolucije.

### Pokémoni ostali u Dvorani grada Petalburga
- Skitty

May je uhvatila Skitty na Stazi 111, nakon što ju je spasila od Tima Raketa. Skitty je na neki način poput Jessieina Wobbuffeta i Mistyjina Psyducka iz razloga što često izlazi iz Poké-lopte, a da je se prethodno ne zove. Čak je uhvatila samu sebe kao i Psyduck. Nakon njezina putovanja kroz Hoenn regiju, May je ostavila Skitty u stakleniku njezina oca u gradu Petalburgu. May je Skitty koristila u Izložbi u gradu Verdantrufu i Pacifidlogu, gdje je osvojila svoju drugu i petu vrpcu. Skittyjin neodoljiv šarm i ljupkost pomogle su May u Izložbama i mnogim drugim slučajevima. May je privremeno vratila Skitty u svoj tim u epizodi "The Unbeatable Lightness Of Seeing!", iako ju zapravo nije koristila u borbi, i ubrzo ju zatim vratila natrag u dvoranu grada Petalburga. U Wallace Kupu May je nakratko prizvala Skitty, iako ju je kasnije vratila natrag k majci i ocu.
Ostali Pokémoni
- Swablu

U epizodi "True Blue Swablu!", May se sprijateljila s ozlijeđenim Swabluom, njegujući njegovo ozlijeđeno krilo. Nakon što je ozdravio, May se teška srca oprostila od njega i oslobodila ga.
- Manaphy

U devetom filmu Pokémon Ranger and the Prince of the Sea: Manaphy, May nastoji zaštiti Poké-jaje nakon što upozna Pokémon Šumara Jacka Walkera, koji također ima misiju da zaštiti to isto Poké-jaje. No, štiteći ga, jaje se izlegne u Manaphya. Iako tehnički nije bio dio njenog tima, Manaphy i May dijelili su snažnu vezu, poput majke i djeteta (May kao majka u toj vezi, Manaphy kao dijete). Udružili su snage i zaustavili gusare. May ga je na kraju pustila da živi u moru.

## Protivnici
Kroz Izložbe u kojima je May sudjelovala, Drew je bio njen glavni suparnik. Njihovo suparništvo često se uspoređuje s onim koje dijele Ash i Gary. May je na kraju uspjela pobijediti Drewa u Kanto Grand Festivala. 
Još je jedna Mayina suparnica Jessie, članica Tima Raketa, koja stalno traži način da bi je pobijedila, pa makar varajući.
Još je jedan Mayin suparnik Harley, kojega je May duboko uvrijedila kada mu je rekla da nikad nije čula za njega i njegovog Cacturnea, kao i zbog toga što mu je rekla da njegovi kolači "nisu upola loši", te se tada zakleo da će mu platiti za to. Suprotstavio joj se u Izložbi na Otoku Izabe i na Hoenn Grand Festivalu, te je oba puta izgubio. Harley je opet naletio na nju u gradu Saffronu i gradu Modama, izgubivši u prvom, ali pobijedivši u drugom osvojivši svoju četvrtu vrpcu. Harley se udružio s Timom Raketa, posudivši Jessie svoje Pokémone u nadi da će ona pobijediti May, te joj tako onemogućiti ulazak u Grand Festival. Jessie je ipak izgubila, unatoč Harleyjevu varanju. Harley je upao na Grand Festival, no izgubio je od May po četvrti put. Nekoliko epizoda kasnije, May i Drew ponovo su se suprotstavili i May je izgubila. Harley je gledao taj meč, te je nakon toga ostavio Tim Raketa. Drew i Harley zajedno s May na kraju su otišli u Johto regiju da bi se okušali u tamošnjim Izložbama.
Tijekom jedne od Izložbi, Brock je bio njen suparnik, ušavši u natjecanje kako bi impresionirao lijepu djevojku koordinatoricu. May je pobijedila Brockovog Marshtompa sa svojim Eeveejem.
Još jedna Mayina suparnica u Kanto regiji bila je Solidad, koja je odavno pobijedila Drewa u njegovoj prvoj Izložbi u kojoj se natjecao. Na kraju je pobijedila i May, te je dospjela u finale Kanto Grand Festivala i odnijela pobjedu.
Ash je bio njen suparnik u epizodi "Ash VS May! The Last Battle!", kada se Ash odlučio okušati u Pokémon Izložbi. May ga je dočekala u finalu, poslavši svog novoevoluiranog Blazikena na Ashova Sceptilea. Nitko nije pobijedio, jer su obje strane imale jednake bodove pri isteku vremena. Ash i May podijelili su osvojenu vrpcu na pola, kao uspomenu.